# Eleonore Schönborn
Eleonore Schönborn (* als Eleonore Doblhoff am 14. April 1920 in Brünn, Tschechoslowakei; † 25. Februar 2022 in Schruns) war die erste Prokuristin in Vorarlberg und österreichische Kommunalpolitikerin. Sie war Betroffene und Zeitzeugin der Vertreibung der Deutschen aus der Tschechoslowakei 1945 und die Mutter von Kardinal Christoph Schönborn.

## Leben
Eleonore Schönborn war die jüngste Tochter aus der Ehe von Herbert Doblhoff aus der Adelsfamilie Doblhoff und der Gertrud Doblhoff. Durch die Adelsaufhebungsgesetze in Österreich und in der Tschechoslowakei hatten sie ihre Titel verloren. Ihr vollständiger, inoffizieller Geburtsname war Eleonore Ottilie Hilda Maria Freiin von Doblhoff. Sie wuchs in Ratschitz bei Wischau/Vyškov (Mähren) auf und erhielt eine Ausbildung in einer Schule mit Internat.
Im April 1942 lernte sie den Maler Hugo-Damian Schönborn, aus der böhmischen Linie der Adelsfamilie Schönborn, kennen, mit dem sie am 10. Mai 1942 Hochzeit feierte. Hugo-Damian Schönborn war Soldat und im Widerstand gegen die Nationalsozialisten aktiv. Im Oktober 1944 desertierte er in Belgien zu den Briten.
1945 musste sie mit ihren zwei kleinen Kindern Philipp und Christoph infolge der Beneš-Dekrete aus der Tschechoslowakei fliehen. Sie fand zunächst bei ihren Verwandten in Breiteneich bei Horn, Niederösterreich, und dann 1945/1946 bei ihrer Schwester in Graz eine Unterkunft. Dort traf sie auch wieder mit ihrem von den Briten entlassenen Mann zusammen.
In Österreich wurde sie Mutter ihrer Kinder Barbara und Michael. 1950 zog die Familie nach Schruns in Vorarlberg, wo Eleonore Arbeit fand. 1958 kam es zur einvernehmlichen Scheidung zwischen ihr und Hugo-Damian Schönborn. Sie verdiente den Lebensunterhalt für ihre Familie bei der Firma Getzner in Bludenz, wo sie 30 Jahre lang arbeitete. Sie wurde dort wegen ihrer Sprachenkenntnisse rasch Chefsekretärin, später auch Prokuristin und Pressesprecherin. Sie war die erste Frau in einer solchen Position in Vorarlberg. Sie ließ für ihre Familie ein Haus errichten und brachte sich in Schruns im Pfarrgemeinderat ein.
Als erste Frau im Schrunser Gemeinderat (1975–1985) initiierte sie die Errichtung von Museen im Montafon, z. B. das Montafoner Heimatmuseum in Schruns.
1986 gründete sie zusammen mit einer Ordensschwester den Krankenpflegeverein Außermontafon. 1997 wurde sie mit dem Großen Verdienstzeichen des Landes Vorarlberg geehrt. 2013 erhielt sie das Goldene Verdienstzeichen der Republik Österreich.
Mehrfach äußerte sie sich in Interviews über die Zeit ihrer Flucht, über den Werdegang ihres Sohnes Kardinal Christoph Schönborn und über allgemeine gesellschaftliche Themen. Den Tag der Vollendung ihres 100. Lebensjahres konnte sie wegen des Lockdowns im Zuge der Corona-Pandemie nicht zusammen mit ihrer Familie feiern.
Sie verstarb am 25. Februar 2022 im Kreis ihrer Familie in Schruns und wurde ebenda bestattet.